# Hans-Otto Löwenstein
Hans-Otto Löwenstein, noto anche con lo pseudonimo di Hans Otto (Oderfurt, 11 ottobre 1881 – Vienna, 8 maggio 1931), è stato un regista, sceneggiatore, attore e produttore cinematografico austriaco.

## Filmografia

### Regista
- König Menelaus im Kino - cortometraggio (1913)
- Wie Ninette zu ihrem Ausgang kam - cortometraggio (1913)
- Der Glücksschneider - cortometraggio (1916)
- Das Geheimnis des Waldes, co-regia di Joseph Delmont (1917)
- Der Roman der Komtesse Ruth (1920)
- Königin Draga (1920)
- Der Schlüssel zur Macht (1921)
- Der Herzog von Reichstadt (1921)
- Hotel Tartarus - cortometraggio (1921)
- Die Totenhand (1921)
- Die Schauspielerin des Kaisers (1921)
- Kaiser Karl (1921)
- Brennendes Land - cortometraggio (1921)
- Der Lumpensammler von Paris (1922)
- Das Spiel ist aus (1922)
- Der Unbekannte aus Rußland (1922)
- Könige des Humors, coregia di Mauriz Hans Heger e Wilhelm Zeller (1922)
- Landru, der Blaubart von Paris (1923)
- Die Wienerstadt in Bild und Lied, co-regia di Julius Herska (1923)
- Menschen, Menschen san ma alle...!, co-regia di Julius Herska (1923)
- Der Himmel voller Geigen, co-regia di Julius Herska (1923)
- Moderne Ehen (1924)
- Muß die Frau Mutter werden?, co-regia di Georg Jacoby (1924)
- Kiedy kobieta zdradza meza, co-regia di Konrad Tom (1924)
- Dáma z baru (1924)
- Oberst Redl (1925)
- Leibfiaker Bratfisch (1925)
- Das mysteriöse Vermächtnis - cortometraggio (1925)
- Vagabonder i Wien (1925)
- Grandi manovre d'amore (Der Feldherrnhügel), co-regia Erich Schönfelder (1926)
- Das Leben des Beethoven (1927)
- Madame wagt einen Seitensprung (1927)
- Die Beichte des Feldkuraten (1927)
- Kaiserjäger (1928)
- Gefährdete Mädchen (1928)
- Spitzenhöschen und Schusterpech (1928)
- Glück bei Frauen (1928)
- Der Traum eines österreischischen Reservisten (1928)
- Dienstmann Nr. 13 (1928)
- Wem gehört meine Frau? (1929)
- Franz Lehar (1929)
- Der Monte Christo von Prag (1929)
- G'schichten aus der Steirmark - cortometraggio (1929)